# Louis Gagnaux
Louis Gagnaux, né le 22 janvier 1851 à Montcherand et mort le 24 avril 1921 à Lausanne, est une personnalité politique suisse, membre du parti radical-démocratique.

## Biographie
Inspecteur scolaire et instituteur à Lausanne, il est conseiller communal de 1894 à 1897, puis conseiller municipal et syndic jusqu'en 1900. Il est également élu au Grand Conseil du canton de Vaud de 1905 à 1909.
Il est l'un des membres fondateurs de la Commission du Vieux Lausanne et un des initiateurs de la création du Musée historique de Lausanne en 1918.

## Sources
- Louis Polla, « Gagnaux, Louis » dans le Dictionnaire historique de la Suisse en ligne, version du 4 août 2005.

- (de) Cet article est partiellement ou en totalité issu de l’article de Wikipédia en allemand intitulé « Louis Gagnaux » (voir la liste des auteurs).